# 湯姆貓與傑利鼠 (2021年電影)
《湯姆貓與傑利鼠》（英語：Tom & Jerry）是一部於2021年上映的美國真人動畫喜劇電影。電影改編自約瑟·巴貝拉和威廉·漢納的同名動畫短片，由提姆·史多利執導，克雷格·萊特、凱蒂·西爾博曼、艾普爾·普羅瑟和凱文·卡斯提洛共同撰寫劇本。其主演包括克蘿伊·摩蕾茲、麥可·潘納、鄭康祖和羅伯·德萊尼。
《湯姆貓與傑利鼠》在台灣的上映日正適逢湯姆貓與傑利鼠首部電影上映81周年，由華納兄弟定檔2021年2月26日在美國上映，並同步在HBO Max上線。

## 演員
- 克蘿伊·摩蕾茲 飾 凱拉
- 麥可·潘納 飾 泰倫斯
- 科林·約斯特 飾 班
- 鄭康祖 飾 傑基
- 羅伯·德萊尼 飾 杜布羅斯
- 派拉維·莎爾黛（英语：Pallavi Sharda） 飾 布麗塔
- 喬丹·博爾格 飾 卡麥隆
- 珮西·費蘭（英语：Patsy Ferran） 飾 喬伊

### 配音
| 美國              | 台灣   | 香港   | 角色       |
| ----------------- | ------ | ------ | ---------- |
| 克蘿伊·摩蕾茲     | 李昀晴 | 何璐怡 | 凱拉       |
| 麥可·潘納         | 陳彥鈞 | 黃啟昌 | 特倫斯     |
| 布萊恩·斯泰潘內克 |        |        | 湯姆       |
| 科林·約斯特       | 李世揚 | 陳祖兒 | 班         |
| 鄭康祖            | 劉鵬傑 | 黎景全 | 傑基       |
| 羅伯·德萊尼       | 陳旭昇 | 高翰文 | 杜布羅斯   |
| 派拉維·莎爾黛     | 陳美貞 | 顧詠雪 | 布麗塔     |
| 喬丹·博爾格       | 王辰驊 | 梁皓翔 | 卡麥隆     |
| 珮西·費蘭         | 穆宣名 | 賴芸芬 | 喬伊       |
| Nicky Jam         | 劉鵬傑 | 麥皓豐 | 布奇       |
| 鲍比·坎纳瓦尔     | 陳旭昇 | 李建良 | 史派克     |
| Lil Rel Howery    | 陳幼文 | 陳旭恒 | 天使       |
| Lil Rel Howery    | 陳幼文 | 陳旭恒 | 惡魔       |
|                   | 張謙叡 | 李建良 | 馬肯大象   |
|                   | 孟慶府 | 陳旭恒 | 希瑟大象   |
| Camilla Arfwedson | 錢欣郁 | 馬慧琪 | 琳達       |
| Christina Chong   | 王貞令 | 葉嘉敏 | 蘿拉       |
| Daniel Adegboyega | 張謙叡 | 蔡忠衛 | 加文       |
|                   | 孟慶府 |        | 李奧       |
| Ajay Chhabra      | 孟慶府 | 李家輝 | 布麗塔爸爸 |
| Somi De Souza     |        | 許盈   | 布麗塔媽媽 |
| Utkarsh Ambudkar  |        | 馬家豪 | 老鼠經紀   |
| 添·史多利         |        | 蔡忠衛 | 新聞鴿     |
| Joey Wells        |        | 蔡忠衛 | 閃電       |
| Harry Ratchford   |        | 陳振聲 | 托斯       |
| Joe Bone          |        | 李家輝 | 動物管制員 |

## 製作
2015年4月，宣佈將製作一部全新的長片電影。2018年10月，宣佈提姆·史多利將製作一部《湯姆貓與傑利鼠》的真人動畫電影，並預計於2019年開始拍攝。2019年3月，據報導柔伊·德區和奧利薇亞·庫克都是主要角色凱拉的人選之一。同月，據報導彼得·汀克萊傑正考慮飾演片中反派兼凱拉的老闆泰倫斯。4月，克蘿伊·摩蕾茲為飾演凱拉進行最後洽談。5月，麥可·潘納加盟並飾演泰倫斯。7月，科林·約斯特、鄭肯、羅伯·德萊尼、喬丹·博爾格和珮西·費蘭加盟劇組。

### 拍攝
主體拍攝於2019年7月在華納兄弟利維斯登工作室開始進行。

## 發行
《湯姆貓與傑利鼠》原上映日期定於2020年4月16日，后来定於2020年12月23日在美國上映。2020年6月，由於受嚴重特殊傳染性肺炎疫情影響，電影延至2021年3月5日在美國上映。美國之後改為2月26日上映，並同步在HBO Max上線一個月。

### 評價
本片獲得多數影評人的負面評價。爛番茄根據130條評論，獲得30%的新鮮度，平均得分4.7／10，觀眾投票獲得82%的分數，平均得分為4.2／5。在Metacritic上，本片獲得32分。

### 票房
| 上一届： 《古魯家族：新石代》 | 2021年美國週末票房冠軍 第9週 | 下一届： 《尋龍使者：拉雅》 |

## 外部連結
- 互联网电影数据库（IMDb）上《湯姆貓與傑利鼠》的资料（英文）
- Metacritic上《湯姆貓與傑利鼠》的資料（英文）
- Box Office Mojo上《湯姆貓與傑利鼠》的資料（英文）
- AllMovie上《湯姆貓與傑利鼠》的资料（英文）
- 爛番茄上《湯姆貓與傑利鼠》的資料（英文）
- 開眼電影網上《湯姆貓與傑利鼠》的資料（繁體中文）
- 豆瓣电影上《湯姆貓與傑利鼠》的資料 （简体中文）
- 时光网上《湯姆貓與傑利鼠》的資料（简体中文）